# 1124 (szám)
Az 1124 (római számmal: MCXXIV) az 1123 és 1125 között található természetes szám.

## A szám a matematikában
A tízes számrendszerbeli 1124-es a kettes számrendszerben 10001100100, a nyolcas számrendszerben 2144, a tizenhatos számrendszerben 464 alakban írható fel.
Az 1124 páros szám, összetett szám. Kanonikus alakja 22 · 2811, normálalakban az 1,124 · 103 szorzattal írható fel. Hat osztója van a természetes számok halmazán, ezek növekvő sorrendben: 1, 2, 4, 281, 562 és 1124.
Leyland-szám, tehát felírható {\displaystyle x^{y}+y^{x}} alakban (210+102).
Az 1124 egyetlen szám valódiosztó-összegeként áll elő, ez az 1123².

## Csillagászat
- 1124 Stroobantia kisbolygó